# Solomon Isaakowitsch Pekar
Solomon Isaakowitsch Pekar (russisch Соломон Исаакович Пекар, ukrainisch Соломон Ісакович Пекар/Solomon Pekar; * 16. Märzjul. / 29. März 1917greg. in Kiew, Russisches Kaiserreich; † 8. Juli 1985 in Kiew, Ukrainische Sozialistische Sowjetrepublik) war ein ukrainischer Theoretischer Physiker, Festkörperphysiker und Hochschullehrer.

## Leben
Pekar wurde in eine jüdische Familie geboren. Er studierte Physik an der Universität Kiew. 1941 wurde er zum Doktor der physikalisch-mathematischen Wissenschaften promoviert. 1944 wurde er als Abteilungsleiter zum Professor ernannt. Nach dem Deutsch-Sowjetischen Krieg wurde Pekar auf den neuen Lehrstuhl für Theoretische Physik der Universität Kiew berufen.
1946 entwickelte Pekar das Polaron-Konzept zur Beschreibung der elektrostatischen Bindung zwischen einem Elektron und einem polaren optischen Phonon. Für den Fall der starken Bindung bestimmte er die Bindungsenergie des Polarons, dessen effektive Masse durch die Landau-Pekar-Gleichung beschrieben wird. Aus Pekars Modell wurde eine Feldtheorie ohne Singularitäten, die dann auch auf mittlere und schwache Elektron-Phonon-Bindungen angewendet wurde.
Verallgemeinerungen betrafen die Bindung von Elektronen an akustische Phononen und Magnonen, an exzitonische Polaronen, Polaronen in niedrig-dimensionalen Systemen und Bipolaronen. Methoden der Polaron-Theorie wurden auf die Theorie der optischen Spektren von Verunreinigungszentren angewendet, wobei die Intensitätsverteilung der Phonon-Satelliten als Pekar-Verteilung bekannt ist. Das Polaron- und Bipolaron-Konzept fand Eingang in die Theorie der Supraleitung insbesondere zur Beschreibung der Phasenübergänge zwischen BCS-Phasen und Bose-Einstein-Phasen.
1957 entwickelte Pekar eine Theorie der elektromagnetischen Wellen in der Nähe von Exziton-Resonanzen, die nun als Polaritonen bekannt sind. Er sagte zusätzliche neue Lichtwellen (Pekar-Wellen) voraus, die aufgrund der kleinen effektiven Masse der elektronischen Exzitonen entstehen. Diese Wellen wurden dann experimentell beobachtet und als Entdeckung registriert. Pekars Theorie sagte die Verletzung der Kramers-Kronig-Beziehungen bei Polariton-Resonanzen voraus, die experimentell bestätigt wurde.
1960 gründete Pekar zusammen mit W. E. Laschkarjow das Institut für Halbleiter-Physik der Akademie der Wissenschaften der Ukrainischen Sozialistischen Sowjetrepublik (AN-USSR) (später W. E. Laschkarjow-Institut für Halbleiterphysik) in Kiew. 1961 wurde Petar Mitglied der AN-USSR.
Zu Pekars Schülern zählten M. A. Kriwoglas, J. E. Perlin, K. B. Tolpygo, I. M. Dykman und E. I. Raschba.
Die AN-USSR stiftete den Pekar-Preis für Theoretische Physik.

## Ehrungen
- Staatspreis der USSR (1981)
- Staatspreis der UdSSR